# Liste der Staatsoberhäupter 1947
Übersicht
◄◄ | ◄ | 1943 | 1944 | 1945 | 1946 | Liste der Staatsoberhäupter 1947 | 1948 | 1949 | 1950 | 1951 | ► | ►►

Weitere Ereignisse

## Afrika
- Ägypten
  - Staatsoberhaupt: König Faruq (1936–1952)
  - Regierungschef: Ministerpräsident Mahmud an-Nukraschi Pascha (1945–1946, 1946–1948)

- Äthiopien
  - Staatsoberhaupt: Kaiser Haile Selassie (1930–1974) (1916–1930 Regent, 1936–1941 im Exil)
  - Regierungschef: Ministerpräsident Makonnen Endelkachew (1943–1957)

- Liberia
  - Staats- und Regierungschef: Präsident William S. Tubman (1944–1971)

- Südafrika
  - Staatsoberhaupt: König Georg VI. (1936–1952)
    - Generalgouverneur: Gideon Brand van Zyl (1946–1951)

  - Regierungschef: Ministerpräsident Jan Smuts (1919–1924, 1939–1948)

## Amerika

### Nordamerika
- Kanada
  - Staatsoberhaupt: König Georg VI. (1936–1952)
    - Generalgouverneur: Harold Alexander, 1. Viscount Alexander of Tunis (1946–1952)

  - Regierungschef: Premierminister William Lyon Mackenzie King (1921–1926, 1926–1930, 1935–1948)

- Mexiko
  - Staats- und Regierungschef: Präsident Miguel Alemán Valdés (1946–1952)

- Vereinigte Staaten von Amerika
  - Staats- und Regierungschef: Präsident Harry S. Truman (1945–1953)

### Mittelamerika
- Costa Rica
  - Staats- und Regierungschef: Präsident Teodoro Picado Michalski (1944–1948)

- Dominikanische Republik
  - Staats- und Regierungschef: Präsident Rafael Trujillo (1930–1938, 1942–1952)

- El Salvador
  - Staats- und Regierungschef: Präsident Salvador Castaneda Castro (1945–1948)

- Guatemala
  - Staats- und Regierungschef: Präsident Juan José Arévalo (1945–1951)

- Haiti
  - Staats- und Regierungschef: Präsident Dumarsais Estimé (1946–1950)

- Honduras
  - Staats- und Regierungschef: Präsident Tiburcio Carías Andino (1933–1949)

- Kuba
  - Staatsoberhaupt: Präsident Ramón Grau San Martín (1933–1934, 1944–1948)
  - Regierungschef:
    - Ministerpräsident Carlos Prío Socarrás (1945–1. Mai 1947) (1948–1952 Präsident)
    - Ministerpräsident Raúl López del Castillo (1. Mai 1947–1948)

- Nicaragua
  - Staats- und Regierungschef:
    - Präsident Anastasio Somoza García (1937–1. Mai 1947, 1950–1956)
    - Präsident Leonardo Argüello Barreto (1. Mai 1947–26. Mai 1947)
    - Präsident Benjamín Lacayo Sacasa (26. Mai 1947–15. August 1947) (kommissarisch)
    - Präsident  Víctor Manuel Román y Reyes (15. August 1947–1950)

- Panama
  - Staats- und Regierungschef: Präsident Enrique Adolfo Jiménez Brin (1945–1948)

### Südamerika
- Argentinien
  - Staats- und Regierungschef: Präsident Juan Perón (1946–1955, 1973–1974)

- Bolivien
  - Staats- und Regierungschef:
    - Präsident Tomás Monje Gutiérrez (1946–10. März 1947)
    - Präsident Enrique Hertzog (10. März 1947–1949)

- Brasilien
  - Staats- und Regierungschef: Präsident Eurico Gaspar Dutra (1946–1951)

- Chile
  - Staats- und Regierungschef: Präsident Gabriel González Videla (1946–1952)

- Ecuador
  - Staats- und Regierungschef:
    - Präsident José María Velasco Ibarra (1934–1935, 1944 – 24. August 1947, 1952–1956, 1960–1961, 1968–1972)
    - Präsident Carlos Mancheno Cajas (24. August 1947–2. September 1947) (kommissarisch)
    - Präsident Mariano Suárez Veintimilla (2. September 1947–16. September 1947)
    - Präsident Carlos Julio Arosemena Tola (16. September 1947–1948)

- Kolumbien
  - Staats- und Regierungschef: Präsident Mariano Ospina Pérez (1946–1950)

- Paraguay
  - Staats- und Regierungschef: Präsident Higinio Morínigo (1940–1948) (bis 1943 kommissarisch)

- Peru
  - Staatsoberhaupt: Präsident José Luis Bustamante y Rivero (1945–29. Oktober 1948)
  - Regierungschef:
    - Premierminister Julio Ernesto Portugal (1946–12. Januar 1947)
    - Premierminister José Alcamora (12. Januar 1947–31. Oktober 1947)
    - Premierminister Roque Augusto Saldías Maninat (31. Oktober 1947–1948, 1954–1956)

- Uruguay
  - Staats- und Regierungschef:
    - Präsident Juan José de Amézaga (1943–1. Mai 1947)
    - Präsident Tomás Berreta (1. März 1947–2. August 1947)
    - Präsident Luis Batlle Berres (2. August 1947–1951, 1955–1956)

- Venezuela
  - Staats- und Regierungschef: Präsident Rómulo Betancourt (1945–1948, 1959–1964)

## Asien

### Ost-, Süd- und Südostasien
- Bhutan
  - Herrscher: König Jigme Wangchuk (1926–1952)

- China
  - Staatsoberhaupt: Vorsitzender der Nationalregierung Chiang Kai-shek (1943–1948)
  - Regierungschef:
    - Vorsitzender des Exekutiv-Yuans T. V. Soong (1945–1. März 1947)
    - Vorsitzender des Exekutiv-Yuans Chiang Kai-shek (1. März–18. April 1947)
    - Vorsitzender des Exekutiv-Yuans Chang Ch’ün (18. April 1947–1948)

- Indien, bis 15. August Britisch-Indien
  - Staatsoberhaupt: Kaiser Georg VI. (15. August 1947–1950)
  - Vizekönig: Louis Mountbatten, 1. Viscount Mountbatten of Burma (15. August 1947–1948)
  - Regierungschef: Premierminister Jawaharlal Nehru (15. August 1947–1964)

- Indonesien (umstritten Niederländisch-Indien)
  - Staats- und Regierungschef: Präsident Sukarno (1945–1967)
  - Generalgouverneur: Hubertus van Mook (1942–1948)

- Japan (besetzt)
  - Supreme Commander for the Allied Powers: Douglas MacArthur (1945–1951)
  - Staatsoberhaupt (explizit bis Mai 1947, danach protokollarisch als solches behandelt):  Kaiser Hirohito (1926–1989)
  - Regierungschef:
    - Premierminister Yoshida Shigeru (1946–24. Mai 1947)
    - Premierminister Katayama Tetsu (24. Mai 1947–1948)

- Korea (besetzt)
  - Militärgouverneure:
    - Sowjetische Besatzungszone: Marschall Iwan Tschistiakow (1945–1947), Marschall Gennadi Korotkow (1947–1948)
    - Amerikanische Besatzungszone: General Archer L. Lerch (1945–1947), General William F. Deam (1947–1948)

- Nepal
  - Staatsoberhaupt: König Tribhuvan (1911–1955)
  - Regierungschef: Ministerpräsident Padma Shamsher Jang Bahadur Rana (1945–1948)

- Pakistan
  - Staatsoberhaupt: König Georg VI. (14. August 1947–1952)
  - Generalgouverneur: Ali Jinnah (14. August 1947–1948)
  - Regierungschef: Ministerpräsident Liaquat Ali Khan (14. August 1947–1951)

- Siam (heute: Thailand)
  - Staatsoberhaupt: König Bhumibol Adulyadej (1946–2016)
  - Regierungschef:
    - Ministerpräsident Konteradmiral Thawal Thamrong Navaswadhi (1946–8. November 1947)
    - Ministerpräsident Major Kuang Abhayawongse (10. November 1947–1948)

### Vorderasien
- Irak
  - Staatsoberhaupt: König Faisal II. (1939–1958)
  - Regierungschef:
    - Ministerpräsident Nuri as-Said (1946–11. März 1947)
    - Ministerpräsident Sayyid Salih Dschabr (1947–1948)

- Iran
  - Staatsoberhaupt: Schah Mohammad Reza Pahlavi (1941–1979)
  - Regierungschef: Ministerpräsident Ghavam os-Saltaneh (1946–1948)

- Jemen
  - Herrscher: König Yahya bin Muhammad (1918–1948)

- Saudi-Arabien
  - Staatsoberhaupt und Regierungschef: König Abd al-Aziz ibn Saud (1932–1953)

- Transjordanien (heute: Jordanien)
  - Herrscher: König Abdallah ibn Husain I. (1946–1951)

### Zentralasien
- Afghanistan
  - Staatsoberhaupt: König Mohammed Sahir Schah (1933–1973)
  - Regierungschef: Ministerpräsident Sardar Schah Mahmud Khan (1946–1953)

- Mongolei
  - Staatsoberhaupt: Vorsitzender des Großen Staats-Churals Gontschigiin Bumtsend (1940–1953)
  - Regierungschef: Vorsitzender des Ministerrates Chorloogiin Tschoibalsan (1939–1952)

- Tibet (umstritten)
  - Herrscher: Dalai Lama Tendzin Gyatsho (1935–1951)

## Australien und Ozeanien
- Australien
  - Staatsoberhaupt: König Georg VI. (1936–1952)
  - Generalgouverneur:
    - Prince Henry, Duke of Gloucester (1945–11. März 1947)
    - William McKell (11. März 1947–1953)

  - Regierungschef: Premierminister Ben Chifley (1945–1949)

- Neuseeland
  - Staatsoberhaupt: König Georg VI. (1936–1952)
  - Generalgouverneur: Generalleutnant Bernard Freyberg (1946–1952)
  - Regierungschef: Premierminister Peter Fraser (1940–1949)

## Europa
- Albanien
  - Parteichef: Sekretär des ZK Enver Hoxha (1941–1985) (1944–1954 Ministerpräsident)
  - Staatsoberhaupt: Vorsitzender des Präsidiums der Volksversammlung Omer Nishani (1944–1953)
  - Regierungschef: Ministerpräsident Enver Hoxha (1944–1954) (1941–1985 Parteichef)

- Andorra
  - Co-Fürsten:
    - Staatspräsident von Frankreich:
      - Georges Bidault (1946–16. Januar 1947)
      - Vincent Auriol (16. Januar 1947–1954)

    - Bischof von Urgell: Ramon Iglésias Navarri (1940–1969)

- Belgien
  - Staatsoberhaupt: König Leopold III. (1934–1951) (1940–1945 in deutscher Gefangenschaft, 1945–1950 im Schweizer Exil)
    - Regent: Prinz Karl (1944–1950)

  - Regierungschef:
    - Ministerpräsident Camille Huysmans (1946–20. März 1947)
    - Ministerpräsident Paul-Henri Spaak (1938–1939, 1946, 20. März 1947–1949)

- Bulgarien
  - Parteichef: Generalsekretär der Bulgarischen Kommunistischen Partei Georgi Dimitrow (1946–1949) (1946–1949 Ministerpräsident)
  - Staatsoberhaupt:
    - Vorsitzender des Präsidiums der Nationalversammlung Wassil Kolarow (1946–9. Dezember 1947)
    - Vorsitzender des Präsidiums der Nationalversammlung Mintscho Nejtschew (9. Dezember 1947–1950)

  - Regierungschef: Vorsitzender des Ministerrats Georgi Dimitrow (1946–1949) (1946–1949 Parteichef)

- Dänemark
  - Staatsoberhaupt:
    - König Christian X. (1912–20. April 1947) (1918–1944 König von Island)
    - König Friedrich IX. (20. April 1947–1972)

  - Regierungschef:
    - Ministerpräsident Knud Kristensen (1945–13. November 1947)
    - Ministerpräsident Hans Hedtoft (13. November 1947–1950, 1953–1955)

- Deutschland (besetzt)
  - Militärgouverneure:
    - Amerikanische Besatzungszone: General Joseph T. McNarney (1945–1947), General Lucius D. Clay (1947–1949)
    - Britische Besatzungszone: Luftmarschall Sholto Douglas (1946–1947), General Brian Robertson (1947–1949)
    - Französische Besatzungszone: General Marie-Pierre Kœnig (1945–1949)
    - Sowjetische Besatzungszone: Marschall Wassili Sokolowski (1946–1949)

- Finnland
  - Staatsoberhaupt: Präsident Juho Kusti Paasikivi (1946–1956) (1918, 1944–1946 Ministerpräsident)
  - Regierungschef: Ministerpräsident Mauno Pekkala (1946–1948)

- Frankreich
  - Staats- und Regierungschef: Präsident der Provisorische Regierung der Französischen Republik Léon Blum (1946–23. Januar 1947) (1936–1937, 1938 Präsident des Ministerrats)
  - Staatsoberhaupt: Präsident Vincent Auriol (16. Januar 1947–1954)
  - Regierungschef:
    - Präsident des Ministerrats Paul Ramadier (23. Januar 1947–24. November 1947)
    - Präsident des Ministerrats Robert Schuman (24. November 1947–1948, 1948)

- Griechenland
  - Staatsoberhaupt:
    - König Georg II. (1922–1924, 1935–1. April 1947) (1941–1946 im Exil)
    - König: Paul (1. April 1947–1964)

  - Regierungschef:
    - Ministerpräsident Konstantinos Tsaldaris (1946–24. Januar 1947, 1947)
    - Ministerpräsident Dimitrios Maximos (24. Januar 1947–29. August 1947)
    - Ministerpräsident Konstantinos Tsaldaris (1946–1947, 29. August 1947–7. September 1947)
    - Ministerpräsident Themistoklis Sofoulis (1924, 1945–1946, 7. September 1947–1949)

- Irland
  - Staatsoberhaupt: Präsident Seán Ó Ceallaigh (1945–1959)
  - Regierungschef: Taoiseach Éamon de Valera (1932–1948, 1951–1954, 1957–1959) (1959–1973 Präsident)

- Island
  - Staatsoberhaupt: Präsident Sveinn Björnsson (1944–1952)
  - Regierungschef:
    - Ministerpräsident Ólafur Thors (1944–4. Februar 1947, 1949–1950, 1953–1956, 1959–1963)
    - Ministerpräsident Stefán Jóhann Stefánsson (4. Februar 1947–1949)

- Italien
  - Staatsoberhaupt: Präsident Enrico De Nicola (1946–1948) (bis 1948 kommissarisch)
  - Regierungschef: Ministerpräsident Alcide De Gasperi (1945–1953) (1946 Staatsoberhaupt)

- Jugoslawien
  - Staatsoberhaupt: Präsident Ivan Ribar (1945–1953)
  - Regierungschef: Ministerpräsident Josip Broz Tito (1945–1963) (1953–1980 Präsident)

- Liechtenstein
  - Staatsoberhaupt: Fürst Franz Josef II. (1938–1989)
  - Regierungschef Alexander Frick (1945–1962)

- Luxemburg
  - Staatsoberhaupt: Großherzogin Charlotte (1919–1964)
  - Regierungschef: Staatsminister Pierre Dupong (1937–1953)

- Monaco
  - Staatsoberhaupt: Fürst Louis II. (1922–1949)
  - Regierungschef: Staatsminister Pierre de Witasse (1944–1948)

- Niederlande
  - Staatsoberhaupt: Königin Wilhelmina (1890–1948)
  - Regierungschef: Ministerpräsident Louis Beel (1946–1948, 1958–1959)

- Norwegen
  - Staatsoberhaupt: König Haakon VII. (1906–1957)
  - Regierungschef: Ministerpräsident Einar Gerhardsen (1945–1951, 1955–1963, 1963–1965)

- Österreich (besetzt)
  - Staatsoberhaupt: Bundespräsident Karl Renner (1945–1950)
  - Regierungschef: Bundeskanzler Leopold Figl (1945–1953)

- Polen
  - Staatsoberhaupt: Präsident Bolesław Bierut (1944–1952) (bis 4. Februar 1947 Präsident des Landesnationalrates, 1952–1954 Ministerpräsident, 1948–1954 Parteichef)
  - Regierungschef:
    - Ministerpräsident Edward Osóbka-Morawski (1944–8. Februar 1947)
    - Ministerpräsident Józef Cyrankiewicz (8. Februar 1947–1952, 1954–1970) (1970–1972 Staatsratsvorsitzender)

- Portugal
  - Staatsoberhaupt: Präsident António Oscar de Fragoso Carmona (1925–1951)
  - Regierungschef: Ministerpräsident António de Oliveira Salazar (1932–1968)

- Rumänien (bis 30. Dezember Königreich)
  - Staatsoberhaupt:
    - König Michael I. (1940–30. Dezember 1947)
    - Übergangskomitee Mihail Sadoveanu, Constantin Ion Parhon (30. Dezember 1947–1948)

  - Regierungschef: Ministerpräsident Petru Groza (1945–1952)

- San Marino
  - Capitani Reggenti:
    - Filippo Martelli (1946–1. April 1947) und Luigi Montironi (1946–1. April 1947, 1950–1951, 1954–1955)
    - Marino Della Balda (1921, 1943–1944, 1. April 1947–1. Oktober 1947, 1950–1951) und Luigi Zafferani (1. April 1947–1. Oktober 1947)
    - Domenico Forcellini (1. Oktober 1947–1948, 1951–1952, 1955, 1958–1959, 1962, 1967–1968) und Mariano Ceccoli (1. Oktober 1947–1948, 1952, 1956–1957)

  - Regierungschef: Außenminister Gino Giancomini (1945–1957)

- Schweden
  - Staatsoberhaupt: König Gustav V. (1907–1950)
  - Regierungschef: Ministerpräsident Tage Erlander (1946–1969)

- Schweiz[1]
  - Bundespräsident: Philipp Etter (1939, 1942, 1947, 1953)
  - Bundesrat:
    - Philipp Etter (1934–1959)
    - Enrico Celio (1940–1950)
    - Walther Stampfli (1940–31. Dezember 1947)
    - Karl Kobelt (1941–1954)
    - Eduard von Steiger (1941–1951)
    - Ernst Nobs (1944–1951)
    - Max Petitpierre (1945–1951)

- Sowjetunion
  - Parteichef: Generalsekretär der KPdSU Josef Stalin (1922–1953)
  - Staatsoberhaupt: Vorsitzender des Präsidiums des obersten Sowjets Nikolai Schwernik (1946–1953)
  - Regierungschef: Vorsitzender des Ministerrats Josef Stalin (1941–1953)

- Spanien
  - Staats- und Regierungschef: Caudillo Francisco Franco (1939–1975)

- Tschechoslowakei
  - Staatsoberhaupt: Präsident Edvard Beneš (1935–1938, 1945–1948) (1921–1922 Ministerpräsident)
  - Regierungschef: Ministerpräsident Klement Gottwald (1946–1948) (1948–1953 Präsident, 1929–1953 Vorsitzender der KPČ)

- Türkei
  - Staatsoberhaupt: Präsident İsmet İnönü (1938–1950)
  - Regierungschef:
    - Ministerpräsident Mehmet Recep Peker (1946–10. September 1947)
    - Ministerpräsident Hasan Saka (10. September 1947–1949)

- Ungarn
  - Staatsoberhaupt: Präsident Zoltán Tildy (1946–1948)
  - Regierungschef:
    - Ministerpräsident Ferenc Nagy (1946–31. Mai 1947)
    - Ministerpräsident Lajos Dinnyés (31. Mai 1947–1948)

- Vatikanstadt
  - Staatsoberhaupt: Papst Pius XII. (1939–1958)

- Vereinigtes Königreich
  - Staatsoberhaupt: König Georg VI. (1936–1952)
  - Regierungschef: Premierminister Clement Attlee (1945–1951)